# Serie A 1968 (calcio femminile)
Il campionato di Serie A 1968 è stata la prima edizione del campionato di calcio femminile italiano, nonché il più vecchio in ordine cronologico del mondo.

## Storia
Il campionato della F.I.C.F. (Federazione Italiana Calcio Femminile) fu "creato" nei locali dello studio dell'Avvocato Trabucco a Ostia Lido (Roma) in Piazzale Anco Marzio 20 il 4 febbraio 1968.
Alla presenza di un rappresentante per ogni società convenuta si demandò alla Prof.ssa Bellei di prendere contatti con la FIGC per richiedere l'affiliazione e il riconoscimento di un regolamento che tutelasse il Calcio Femminile.
Alla riunione, organizzata dalla Pro Loco di Ostia Lido, presero parte 7 società delegate su 10 delle società costituenti la F.I.C.F.:
- A.C.F. Genova - sig.ra Alba Campominosi in Mignone;
- A.C.F. Ambrosiana - sig. Giovanni Ciceri;
- S.P. Vimodronese - per sig. Cantù, delegato sig. Ciceri;
- F.C. Napoli - sig. Carlo De Vita;
- Pro-Viareggio - sig. Mazzoni;
- A.C.F. Roma Lido - sig.ra Palmira Rosi in Bellei;
- Pro Loco Travo (Piacenza) - per Paolo Gabbiani, delegata Giuseppina Astrua;
- A.C.F. Lazio 2000 - sig.ra Palmira Rosi in Bellei, delegata dal sig. Franco Bellei.

Altre squadre s'iscrissero successivamente alla data di costituzione di questa Federazione.
Prima della costituzione e affiliazione alla F.I.C.F. i dirigenti fondatori avevano contattato diverse squadre già attive in vari tornei di provincia visionandole in loco.

Fra queste, l'A.C.F. Zemolina di Valzemola (frazione di Roccavignale) (SV), l'A.C.F. Superba di Genova e A.C.F. Angri (SA) si erano dapprima iscritte e poi ritirate dopo la compilazione del calendario del girone A e l'Angri dal girone B, probabilmente a causa delle distanze chilometriche, lasciando entrambi i gironi "zoppi" (squadre dispari), obbligando a tutte le altre squadre rimaste iscritte ad una giornata di riposo lasciando inalterati i calendari).

## Campionato F.I.C.F.

### Girone A

#### Profili
| Club                 | Rosa     | Città          | Stadio o Campo                                       |
| -------------------- | -------- | -------------- | ---------------------------------------------------- |
| A.C.F. Ambrosiana    | dettagli | Milano (MI)    | Campo Sportivo "Forza e Coraggio"                    |
| A.C.F. Genova        | dettagli | Genova (GE)    | Campo di Asti e ?                                    |
| Pro Loco Travo       | dettagli | Travo (PC)     | Campo Sportivo di Rivergaro e Stadio Barriera Genova |
| A.C.F. Pro-Viareggio | dettagli | Viareggio (LU) | Stadio dei Pini                                      |
| A.C.F. Real Torino   | dettagli | Torino (TO)    | Parco Ruffini                                        |

#### Classifica
|  | Pos. | Squadra        | Pt | G | V | N | P | GF | GS | QR    |
|  | ---- | -------------- | -- | - | - | - | - | -- | -- | ----- |
|  | 1.   | Real Torino    | 14 | 8 | 6 | 2 | 0 | 33 | 5  | 6,600 |
|  | 2.   | Genova         | 10 | 8 | 4 | 2 | 2 | 15 | 9  | 1,667 |
|  | 3.   | Ambrosiana     | 10 | 8 | 4 | 2 | 2 | 15 | 7  | 2,143 |
|  | 4.   | Pro Loco Travo | 5  | 8 | 2 | 1 | 5 | 10 | 18 | 0,556 |
|  | 5.   | Pro-Viareggio  | 1  | 8 | 0 | 1 | 7 | 7  | 41 | 0,171 |

Legenda:

      Ammessa al girone di finale.
Note:
Due punti a vittoria, uno a pareggio, zero a sconfitta.
A pari punti era in vigore il quoziente reti.
Spareggio per la seconda ammissione alle finali:
il 20 ottobre Genova-Ambrosiana 3-1 sul campo neutro di Torino.
Non esistendo la Serie B non ci furono retrocessioni.

#### Tabellone
|                | Amb | Gen | Pro | P.V | Rea  |
| -------------- | --- | --- | --- | --- | ---- |
| Ambrosiana     | ––– | 1-1 | 2-0 | 3-1 | 0-2  |
| Genova         | 1-3 | ––– | 5-1 | 4-0 | 1-3  |
| Pro Loco Travo | 1-0 | 0-1 | ––– | 3-3 | 1-3  |
| Pro Viareggio  | 0-5 | 1-2 | 1-3 | ––– | 1-13 |
| Real Torino    | 1-1 | 0-0 | 3-1 | 8-0 | –––  |

#### Calendario
| Andata (1ª) | Andata (1ª)           | Prima giornata         | Ritorno (6ª) | Ritorno (6ª) |
|             |                       |                        |              |              |
| 23 giu.     | 0-2                   | Pro Loco Travo-Genova  | 1-5          | 1º set.      |
| 23 giu.     | 1-1                   | Real Torino-Ambrosiana | 2-0          | 1º set.      |
| 23 giu.     | Riposa: Pro-Viareggio |                        |              | 1º set.      |

| Andata (2ª) | Andata (2ª)            | Seconda giornata         | Ritorno (7ª) | Ritorno (7ª) |
|             |                        |                          |              |              |
| 30 giu.     | 1-3                    | Genova-Real Torino       | 0-0          | 8 set.       |
| 30 giu.     | 0-5                    | Pro Viareggio-Ambrosiana | 1-3          | 8 set.       |
| 30 giu.     | Riposa: Pro Loco Travo |                          |              | 8 set.       |

| Andata (3ª) | Andata (3ª)         | Terza giornata               | Ritorno (8ª) | Ritorno (8ª) |
|             |                     |                              |              |              |
| 7 lug.      | 1-1                 | Ambrosiana-Genova            | 3-1          | 15 set.      |
| 7 lug.      | 1-3                 | Pro Viareggio-Pro Loco Travo | 3-3          | 15 set.      |
| 7 lug.      | Riposa: Real Torino |                              |              | 15 set.      |

| Andata (4ª) | Andata (4ª)    | Quarta giornata           | Ritorno (9ª) | Ritorno (9ª) |
|             |                |                           |              |              |
| 14 lug.     | 1-0            | Pro Loco Travo-Ambrosiana | 0-2          | 22 set.      |
| 14 lug.     | 1-13           | Pro Viareggio-Real Torino | 0-8          | 22 set.      |
| 14 lug.     | Riposa: Genova |                           |              | 22 set.      |

| \| Andata (5ª) \| Andata (5ª) \| Quinta giornata \| Ritorno (10ª) \| Ritorno (10ª) \| \| \| \| \| \| \| \| 21 ago. \| 4-0 \| Genova-Pro Viareggio \| 2-1 \| 29 set. \| \| 21 ago. \| 3-1 \| Real Torino-Pro Loco Travo \| 3-1 \| 29 set. \| \| 21 ago. \| Riposa: Ambrosiana \| \| \| 29 set. \| |                    |                            |               |               |
| Andata (5ª) | Andata (5ª)        | Quinta giornata            | Ritorno (10ª) | Ritorno (10ª) |
| |                    |                            |               |               |
| 21 ago. | 4-0                | Genova-Pro Viareggio       | 2-1           | 29 set.       |
| 21 ago. | 3-1                | Real Torino-Pro Loco Travo | 3-1           | 29 set.       |
| 21 ago. | Riposa: Ambrosiana |                            |               | 29 set.       |

#### Formazioni
Formazioni pubblicate dalla Gazzetta dello Sport (fra parentesi le riserve inserite in quel ruolo, era ammessa una sola sostituzione). La divisione a mezzo punto e virgola permette di capire la suddivisione dei ruoli: portiere; terzini; mediani; attaccanti:
- Ambrosiana: Ghiotto; Anna Furino (Barosi), Magda Camatti; Peirano, Colombo (Nicoletta Furino), Anna Bonalumi; Feroldi, Maurizia Ciceri, Dondoni (Beltrame), Marisa Pozzi, Cecilia Cristei (Seghezzi e Bonacina). Allenatore: Cassani.
- Genova: Paola Mignone (Antonietta Le Rose); Teresa Gallione (Corinna Gerwien (I), Massari; Albertina Rosasco, Marina Camba, Caterina Gaggero, Giuseppina Tessadori;Sandra Revello, Luisa Coli, Annalisa Dasso (Maria Grazia Gerwien (II) ), Maura Fabbri, Rosanella Arrighi (Lidia Perdisci). Allenatore: Ugo Mignone.
- Pro Loco Travo: Giuseppina Astrua (Anelli); Piana, Losi; Milani, Romana Romani (I) (Cavalli), Carla Murelli; Rosa Rocca (Malchiodi), Tiziana Meles (II) (Romani (II) e Viappiani), Ferrara, Enrica Colla, Gobbi. Allenatore: Valisa.
- Pro Viareggio: Leonardi; Canova, Cannata; Gianfranceschi, Zappelli, Maiello; Giovannini, Valeria Lombardi (I), A. Lombardi (II), Castagnini, Moretto (Mora). Allenatore: Garbocci.
- Real Torino: Giovanna (Vanna) Amari (Grisorio); Casotto, Marisa Rossero; Franca Zaramella, Anna Branca, Daniela Remoto; Bertotti (Daga), Silvana Cittadino, Carmen Rossetto, Bertolo, Abate (Cermena). Allenatore: Giuseppe Cavicchi.

#### Spareggio d'ammissione alle finali
| Arbitro: | Bergoglio (Bologna) |

|                                                 |           |            |
| Furino 35’ (aut.) Gerwien M.G. s.t. ?’ Coli 60’ | Marcatori | 63’ Ciceri |

### Girone B

#### Profili
| Club              | Rosa     | Città         | Stadio o Campo             |
| ----------------- | -------- | ------------- | -------------------------- |
| A.C.F. Cagliari   | dettagli | Cagliari (CA) | Campo Comunale di Carbonia |
| Giovani Viola     | dettagli | Firenze (FI)  | Comunale di Cascina        |
| A.C.F. Lazio 2000 | dettagli | Roma (RM)     | Campo a ?                  |
| F.C. Napoli       | dettagli | Napoli (NA)   | Comunale Cava de' Tirreni  |
| A.C.F. Roma       | dettagli | Roma (RM)     | Campo a ?                  |

#### Classifica
|  | Pos. | Squadra       | Pt | G | V | N | P | GF | GS | QR    |
|  | ---- | ------------- | -- | - | - | - | - | -- | -- | ----- |
|  | 1.   | ACF Roma      | 16 | 8 | 8 | 0 | 0 | 39 | 5  | 7,800 |
|  | 2.   | Cagliari      | 10 | 8 | 4 | 2 | 2 | 8  | 11 | 0,727 |
|  | 3.   | Giovani Viola | 9  | 8 | 3 | 3 | 2 | 13 | 14 | 0,929 |
|  | 4.   | Napoli        | 4  | 8 | 1 | 2 | 5 | 6  | 15 | 0,400 |
|  | 5.   | Lazio 2000    | 1  | 8 | 0 | 1 | 7 | 4  | 25 | 0,160 |

Legenda:

      Ammessa al girone di finale.
Note:
Due punti a vittoria, uno a pareggio, zero a sconfitta.
A pari punti era in vigore il quoziente reti.
Non esistendo la Serie B non ci furono retrocessioni.

#### Tabellone
|               | Cag | Gio | Laz | Nap | Rom |
| ------------- | --- | --- | --- | --- | --- |
| Cagliari      | ––– | 0-0 | 2-0 | 2-0 | 0-3 |
| Giovani Viola | 2-2 | ––– | 2-1 | 2-1 | 0-3 |
| Lazio 2000    | 1-1 | 0-3 | ––– | 1-1 | 0-9 |
| Napoli        | 0-1 | 1-1 | 2-0 | ––– | 1-5 |
| Roma          | 5-0 | 6-3 | 5-1 | 3-0 | ––– |

#### Calendario
| Andata (1ª) | Andata (1ª)           | Prima giornata      | Ritorno (6ª) | Ritorno (6ª) |
|             |                       |                     |              |              |
| 23 giu.     | 0-2                   | Lazio 2000-Cagliari | 0-2          | 1º set.      |
| 23 giu.     | 3-0                   | Roma-Napoli         | 5-1          | 1º set.      |
| 23 giu.     | Riposa: Giovani Viola |                     |              | 1º set.      |

| Andata (2ª) | Andata (2ª)  | Seconda giornata         | Ritorno (7ª) | Ritorno (7ª) |
|             |              |                          |              |              |
| 30 giu.     | 2-0          | Cagliari-Napoli          | 1-0          | 8 set.       |
| 30 giu.     | 0-3          | Lazio 2000-Giovani Viola | 1-2          | 8 set.       |
| 30 giu.     | Riposa: Roma |                          |              | 8 set.       |

| Andata (3ª) | Andata (3ª)      | Terza giornata     | Ritorno (8ª) | Ritorno (8ª) |
|             |                  |                    |              |              |
| 7 lug.      | 2-0              | Napoli-Lazio 2000  | 1-1          | 15 set.      |
| 7 lug.      | 6-3              | Roma-Giovani Viola | 3-0          | 15 set.      |
| 7 lug.      | Riposa: Cagliari |                    |              | 15 set.      |

| Andata (4ª) | Andata (4ª)    | Quarta giornata        | Ritorno (9ª) | Ritorno (9ª) |
|             |                |                        |              |              |
| 14 lug.     | 2-2            | Giovani Viola-Cagliari | 0-0          | 22 set.      |
| 14 lug.     | 0-9            | Lazio 2000-Roma        | 1-5          | 22 set.      |
| 14 lug.     | Riposa: Napoli |                        |              | 22 set.      |

| \| Andata (5ª) \| Andata (5ª) \| Quinta giornata \| Ritorno (10ª) \| Ritorno (10ª) \| \| \| \| \| \| \| \| 21 ago. \| 0-3 \| Cagliari-Roma \| 0-5 \| 29 set. \| \| 21 ago. \| 1-1 \| Napoli-Giovani Viola \| 1-2 \| 29 set. \| \| 21 ago. \| Riposa: Lazio 2000 \| \| \| 29 set. \| |                    |                      |               |               |
| Andata (5ª) | Andata (5ª)        | Quinta giornata      | Ritorno (10ª) | Ritorno (10ª) |
| |                    |                      |               |               |
| 21 ago. | 0-3                | Cagliari-Roma        | 0-5           | 29 set.       |
| 21 ago. | 1-1                | Napoli-Giovani Viola | 1-2           | 29 set.       |
| 21 ago. | Riposa: Lazio 2000 |                      |               | 29 set.       |

### Formazioni
Formazioni pubblicate dalla Gazzetta dello Sport (fra parentesi le riserve inserite in quel ruolo, era ammessa una sola sostituzione). La divisione a mezzo punto e virgola permette di capire la suddivisione dei ruoli: portiere; terzini; mediani; attaccanti:
- Cagliari: Mura (Dessì); Argiolas, Caratzu; Barbarossa, Orrù, Follese; Lai, Sovrano, Portoghese, Paola Cardia, Spiga. Allenatore: Cantagalli.
- Giovani Viola: Salvini; Magni, Cheloni; Bacconi (Garglieri), Tanini, Scarselli; Cattini (Arrighi e Pierani), Epiri, Batelli, Francini, Bernardini (Barogno). Allenatore: Fabrizi.
- Lazio 2000: Ferrazzi (Mandolini); Bungaro, Marra (Chiappa e Cristofanelli); Esposito, Cherubini, Cameracanna; Taddei, Girlando, Ostili, Corbino, Dell'Uomo (Matera). Allenatore: Acconito.
- Napoli: Gagliardi; Cacace (I) (Contino II), Vecchione; Ranieri, Esposito, Cacace (II); D'Alessio, Sarpa, Mango, Contino (I), Lucarelli (Romano). Allenatore: De Vita.
- Roma: Adriana Federici; Gloria Simonetti (Parnanzini e Rossi), Loredana Wodl; Anna Nati, Lucia Gridelli, Carla Alliegro; Mirella Angeletti, Bianchi, Patrizia De Grandis, Ces (Rosanna Lonero), Stefania Medri. Allenatore: Ciangola.

### Fase finale

#### Semifinali
|          | andata | ritorno |             |
| -------- | ------ | ------- | ----------- |
| Roma     | 3 - 1  | 1 - 1   | Real Torino |
| Cagliari | 0 - 0  | 1 - 4   | Genova      |
|          |        |         |             |

Sul campo neutro di Pisa:
|         | risultato |      |
| ------- | --------- | ---- |
| Genova  | 1 - 0     | Roma |
| Rosasco |           |      |
|         |           |      |

### Verdetti
- A.C.F. Genova Campione d'Italia (F.I.C.F.) 1968.L'A.C.F. Genova con al petto lo scudetto della stagione 1968.

L'A.C.F. Genova con al petto lo scudetto della stagione 1968.

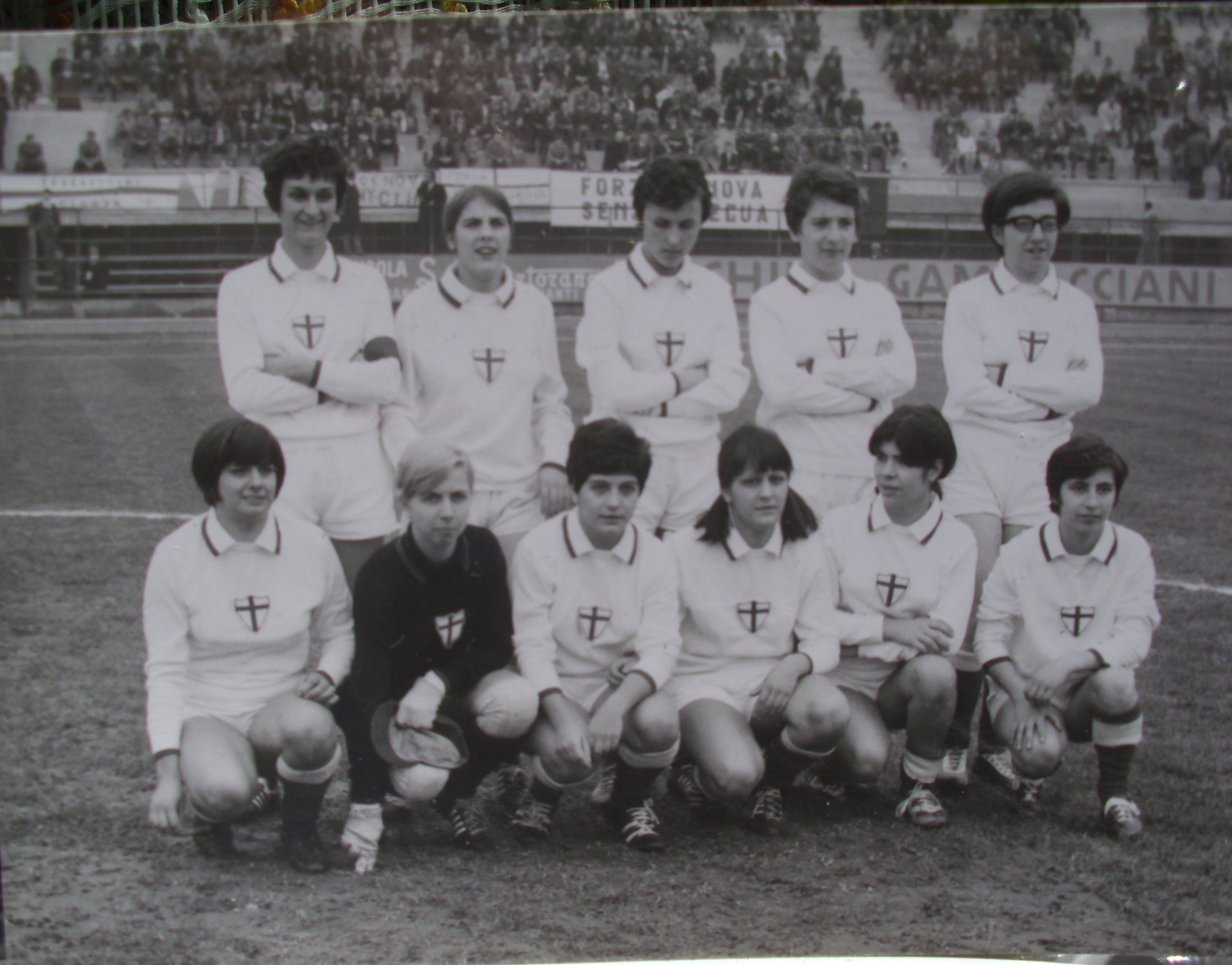
A.C.F. Genova, la squadra che ha disputato e vinto la finale del campionato italiano nel 1968 sul campo neutro di Pisa. In piedi da sinistra: Giuseppina Tessadori (cap.), Maria Grazia Gerwien, Luisa Coli, Maura Fabbri e Marina Camba. Accosciate da sinistra: Albertina Rosasco, Paola Mignone, Teresa Gallione, Corinna Gerwien, Annalisa Dasso e Caterina Gaggero.

## Campionato U.I.S.P.
Un campionato alternativo fu organizzato sotto l'egida della UISP (Unione Italiana Sport Popolare) da alcune società che non aderirono alla neo costituita F.I.C.F. Tra queste l'A.C.F. Milano che fu ospitato sul campo di Abano Terme e per questo motivo mutò denominazione inglobando nella denominazione il luogo in cui giocava.

### Profili
| Club                  | Rosa     | Città               | Stadio o Campo                   |
| --------------------- | -------- | ------------------- | -------------------------------- |
| Abano Milano          | dettagli | Abano Terme (PD)    | Comunale di Abano Terme          |
| Bologna C.F.          | dettagli | Bologna (BO)        | Campo a ?                        |
| Pol. Inter Vimodrone  | dettagli | Vimodrone (MI)      | Stadio Comunale di Vimodrone     |
| Juventus Val di Lanzo | dettagli | Lanzo Torinese (TO) | Campo Comunale di Lanzo Torinese |
| A.C.F. Pilastro       | dettagli | Parma (PR)          | Campo Sportivo a ?               |

### Classifica
|  | Pos. | Squadra               | Pt | G | V | N | P | GF | GS | DR  |
|  | ---- | --------------------- | -- | - | - | - | - | -- | -- | --- |
|  | 1.   | Bologna CF            | 16 | 8 | 8 | 0 | 0 | 47 | 2  | +45 |
|  | 2.   | Abano Milano          | 12 | 8 | 6 | 0 | 2 | 21 | 6  | +15 |
|  | 3.   | Internazionale (-1)   | 7  | 8 | 4 | 0 | 4 | 13 | 15 | -2  |
|  | 4.   | Pilastro              | 2  | 8 | 1 | 0 | 7 | 2  | 27 | -25 |
|  | 4.   | Juventus Val di Lanzo | 2  | 8 | 1 | 0 | 7 | 1  | 34 | -33 |

Legenda:

      Campione d'Italia U.I.S.P.

Note:
Due punti a vittoria, uno a pareggio, zero a sconfitta.
Non esistendo la Serie B non ci furono retrocessioni.
Questa classifica è stata pubblicata dalla Gazzetta dello Sport.
Verdetti
- Bologna C.F. Campione d'Italia (U.I.S.P.) 1968.

Squadra campione:

Bologna C.F. campione d'Italia UISP 1968. In piedi da sinistra:
Sacchetti, Parrini, Morbiato, Spisani, Bonfiglioli, Mazza;
accosciate da sinistra: Matteucci, Provvedi, Bonetti, Garulli, Nonni (capitano).

Maria Grazia Mazza; Garulli, Patrizia Bonfiglioli; Maria Pia Parrini, Cavalli, Facchetti; Tiziana Matteucci, Prima Marchesini, Edi Provvedi, Giovanna Nonni, Assirelli.

### Calendario
| Andata (1ª) | Andata (1ª)       | Prima giornata       | Ritorno (6ª) | Ritorno (6ª) |
|             |                   |                      |              |              |
| 23 giu.     | 0-2               | Abano Milano-Bologna | 0-4          | 1º set.      |
| 23 giu.     | 1-0               | Pilastro-Juventus    | 0-1          | 1º set.      |
| 23 giu.     | Riposa: Vimodrone |                      |              | 1º set.      |

| Andata (2ª) | Andata (2ª)      | Seconda giornata       | Ritorno (7ª) | Ritorno (7ª) |
|             |                  |                        |              |              |
| 30 giu.     | (1)              | Bologna-Juventus       | (2)          | 8 set.       |
| 30 giu.     | 0-3              | Vimodrone-Abano Milano | 0-2          | 8 set.       |
| 30 giu.     | Riposa: Pilastro |                        |              | 8 set.       |

| Andata (3ª) | Andata (3ª)          | Terza giornata     | Ritorno (8ª) | Ritorno (8ª) |
|             |                      |                    |              |              |
| 7 lug.      | (1)                  | Bologna-Pilastro   | (2)          | 15 set.      |
| 7 lug.      | 0-1                  | Juventus-Vimodrone | 0-6          | 15 set.      |
| 7 lug.      | Riposa: Abano Milano |                    |              | 15 set.      |

| Andata (4ª) | Andata (4ª)     | Quarta giornata       | Ritorno (9ª) | Ritorno (9ª) |
|             |                 |                       |              |              |
| 14 lug.     | 5-0             | Abano Milano-Juventus | 4-0          | 22 set.      |
| 14 lug.     | 0-2             | Pilastro-Vimodrone    | 0-2          | 22 set.      |
| 14 lug.     | Riposa: Bologna |                       |              | 22 set.      |

| \| Andata (5ª) \| Andata (5ª) \| Quinta giornata \| Ritorno (10ª) \| Ritorno (10ª) \| \| \| \| \| \| \| \| 21 lug. \| 0-7 \| Vimodrone-Bologna \| 2-3 \| 29 set. \| \| 21 lug. \| 0-2 \| Pilastro-Abano Milano \| 0-5 \| 29 set. \| \| 21 lug. \| Riposa: Juventus Val di Lanzo \| \| \| 29 set. \| |                               |                       |               |               |
| Andata (5ª) | Andata (5ª)                   | Quinta giornata       | Ritorno (10ª) | Ritorno (10ª) |
| |                               |                       |               |               |
| 21 lug. | 0-7                           | Vimodrone-Bologna     | 2-3           | 29 set.       |
| 21 lug. | 0-2                           | Pilastro-Abano Milano | 0-5           | 29 set.       |
| 21 lug. | Riposa: Juventus Val di Lanzo |                       |               | 29 set.       |

### Classifica marcatrici
- 19 reti: Provvedi (Bologna);
- 11 reti: Nonni (Bologna);
- 10 reti Pantano (Abano Milano).

### Formazioni
Formazioni pubblicate dalla Gazzetta dello Sport (fra parentesi le riserve inserite in quel ruolo, era ammessa una sola sostituzione). La divisione a mezzo punto e virgola permette di capire la suddivisione dei ruoli: portiere; terzini; mediani; attaccanti:
- Abano Milano: Colombo (Lamorte); Cucchi, Corbellini; Di Floriano (Este), Morbiato (Carmela Varone), Trizio; Antonia Mauri, Ferranti, Zappella (Rosa Cunzolo), Patrizia Rocchi, Bruna Pantano.
- Bologna: Mazza; Garulli, Bonfiglioli; Parrini, Cavalli, Sacchetti; Matteucci, Marchesini, Provvedi, Nonni, Assirelli.
- Inter: Carcereri; Auriglietti, Carla Trentin; Anna Stopar, Enfi, Magni; Sala, Boschiroli, Aurora Giubertoni, Gargantini, Consonni.
- Juventus Val di Lanzo: Gaidano; Chiarenza, Balbo; Furbatto, Gastaldi, Sciutto; Retrosi, Merlo, Gaudino, Massa, Finotti.
- Pilastro: Tarasconi; Penetti, Botti; Galdoni, Isi (I), Bondeni (I); Obaldi, Bondini (II), Isi (II), Ghilliani, Isi (III).

### Libri
- Lino Coppola, Rassegna del calcio femminile, Salerno, Arti Grafiche Boccia S.r.l., aprile 1973.
- Bruno Migliardi, Storia del calcio femminile (1968-1973), Roma, Stab. Tipolitografico Edigraf, 1974.
- Salvatore Lo Presti, Almanacco del calcio mondiale '88-'89, Torino, S.E.T., 1988,  pp. 261-268.

### Giornali
- Gazzetta dello Sport, del 1968, consultabile presso le Biblioteche:
  - Biblioteca Civica di Torino;
  - Biblioteca Nazionale Braidense di Milano,
  - Biblioteca comunale centrale di Milano,
  - Biblioteca Civica Berio di Genova,
  - Biblioteca Nazionale Centrale di Firenze,
  - Biblioteca Nazionale Centrale di Roma.